# Лейтнер, Алан
Алан Лейтнер (англ. Alan Leitner; род. 1947) — американский художник-абстракционист.

## Биография
Родился в 1947 году в полиэтническом районе Лос-Анджелеса. Алан родился в еврейской семье и был средним из трёх детей.
В 1971 году он получил степень бакалавра в университете Вудбери в Лос-Анджелесе, где он познакомился со своей первой женой, с которой переехал на Гавайи. Также в 1971 году, он приобрёл мастерскую, которая производила выдувные стеклоизделия, скульптуры, керамику и рисунки, которая оказала на него большое воздействие по части понимания искусства. В 1987 году, в университете Гавайев в Маноа (англ. University of Hawaii at Manoa) он получает степень магистра изящных искусств (англ. Master of Fine Arts). Программа получения степени требует от студентов опыт преподавания, и во время своего преподавания он познакомился с Элин Браунли которая в то время возглавляла программу искусств в общественном колледже Ливарда (англ. Leeward Community College). Браунли попросила Алана преподавать один семестр в её классе пока она занимается переходом в университет Гавайев в Маноа.  После обучения, доктор Джон Коннер, помощник декана факультета, предложил Алану преподавательскую должность в режиме полного рабочего дня в общественном колледже Ливарда.  Алан также преподавал в общественном колледже Гонолулу (англ. Honolulu Community College) и университете Гавайев в Маноа.
Произведения Лейтнера абстрактны, в качестве основных цветов используются приглушённые тона. Он часто добавляет различные объекты к своему холсту. Среди известных владельцев работ Алана Лейтнера есть Современный музей в Гонолулу и Академия искусств Гонолулу (англ. Honolulu Academy of Arts).